# 藤井牧太
藤井 牧太（ふじい まきた、1860年11月14日（万延元年10月2日） - 1941年（昭和16年）12月13日）は、日本の政治家、衆議院議員（1期）。

## 経歴
熊本県出身。漢学を学ぶ。滑石村(現・玉名市)長、玉名郡会議員、同参事会員となる。
1904年の第9回衆議院議員総選挙において熊本県郡部から帝国党公認で立候補して当選した。衆議院議員を1期務め、1908年の第10回衆議院議員総選挙は不出馬。1941年に死去した。